# 渡辺桂吉
渡辺 桂吉（わたなべ けいきち）は日本の医師、医学者。

## 経歴
熊本県立旧制玉名中学校を経て日本医科大学を卒業した。日本医大卒業後は熊本県立病院の耳鼻科の医師となった。
また、1957年10月には熊本大学医学部から博士号が授与されている。
その後も長く熊本県立病院に勤務し、耳鼻科の科長などを歴任後の1983年に院長に就任した。
また、院長就任と同時に附属の看護学校（熊本医療センター附属看護学校）の校長に就任している。院長を退任後は名誉院長に推された。